# Pantelejmon Kulisch

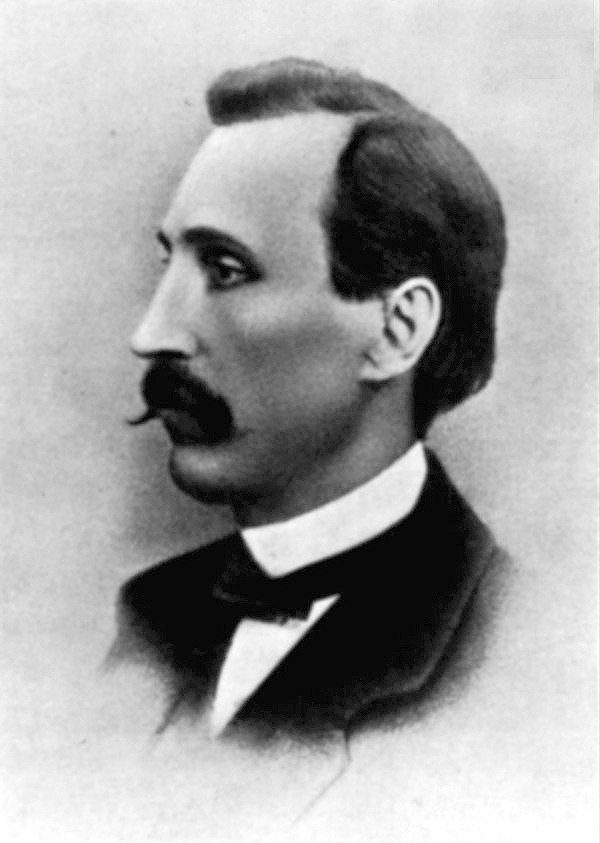
Pantelejmon Kulisch

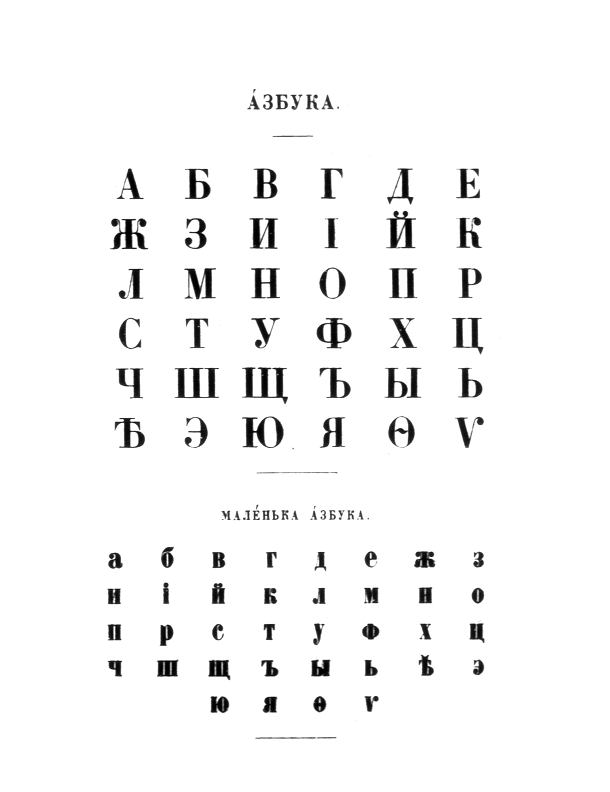
Kulišovka

Pantelejmon Oleksandrowytsch Kulisch (ukrainisch Пантелеймо́н Олекса́ндрович Кулі́ш, wiss. Transliteration Pantelejmon Oleksandrovyč Kuliš; 26. Julijul. / 7. August 1819greg. in Woronisch, Gouvernement Tschernigow, Russisches Kaiserreich; † 14. Februar 1897 in Motroniwka, Gouvernement Tschernigow, Russisches Kaiserreich) war ein ukrainischer Schriftsteller, Dichter, Folklorist, Ethnograph, Kritiker, Redakteur, Historiker und Verleger.
Er gilt als Schöpfer der „Kulischiwka“ (Кулішівка), einer früheren Version des ukrainischen Alphabets. Im 19. Jahrhundert war er eine der führenden Persönlichkeiten der ukrainischen Bildungsschicht, welche sich auf einmal in einem Wettbewerb um die Beliebtheit mit seinem langjährigen Freund Taras Schewtschenko befand; doch die gemäßigte Haltung von Kulisch zu den politischen Fragen und vor allem seine ablehnende Haltung gegenüber der Kosakenbewegung, die in seinen historischen Werken zum Ausdruck kommt, führten zum Verlust seiner Popularität unter den Ukrainophilen. In der Zeit der sowjetischen Herrschaft wurde Kulisch in den Schulen im Programm der ukrainischen Literatur kaum erwähnt.

## Leben

### Kindheit und Jugend
Er wurde in der Stadt Woronisch der ehemaligen Ujesd Hluchiw im Gouvernement Tschernigow (heutzutage Rajon Schostka Oblast Sumy) geboren und war ein Kind aus der zweiten Ehe von Oleksandr Andrijowytsch Kulisch – einem wohlhabenden Bauern aus einer Kosakenfamilie mit Ekaterina, der Tochter eines Kosakenhauptmannes. Auf dem Bauernhof in der Nähe von Woronisch bekam er während seiner Kindheit von seiner Mutter verschiedene Märchen, Legenden und Volkslieder zu hören.
Seine „geistige Mutter“ war eine Frau vom benachbarten Bauernhof, Uljana Terentijiwna Muschylowska, die auf eine Schulbildung am Gymnasium in Nowhorod-Siwerskyj bestanden hatte. Über die ersten bewussten Jahren seines Lebens und des Lernens hat Kulisch später in seinen Erzählungen „Istorija Uljany Terentjewny“ 1852, „Fekluscha“ 1856, und „Jakow Jakowlewitsch“ näher gebracht. Sein erstes literarisches Werk war jedoch die Geschichte „Cygan“ (Der Zigeuner), die er auf der Grundlage der von der Mutter gehörten Volksmärchen schrieb.
Seit dem Ende 1830er Jahre war Kulisch ein freier Zuhörer an der St.-Wladimir-Universität in Kiew. Allerdings wurde er nie ein Student der Universität, und das Besuchen von Vorlesungen endete 1841, da Kulisch keine Unterlagen besaß, die seine edle Herkunft beweisen konnten. Demzufolge besaß er auch kein Recht auf eine höhere Bildung. Zu dieser Zeit entstanden „Malorosijsski opowidannja“ in russischer Sprache: „O tom, ot tschego w mestetschke Woronesche wyssoch Peschewzow staw“ und „O tom, čto slučilos' s kozakom Burdjugom na Zelenoj nedele“ sowie eine Erzählung auf der Grundlage von Volkserzählungen „Ognennyj zmej“.
Dank der Schirmherrschaft des Schulinspektors Michail Jusefowitsch, erhielt Kulisch eine Anstellung als Lehrer an einer adligen Schule in Luzk. Zu der Zeit schrieb er in russischer Sprache den historischen Roman „Michailo Tscharnyschenko…“, die poetisch-historische Chronik „Ukraina“ und die Geschichte „Orisja“.
Später wirkte er in Kiew und Rovno. Als das Magazin „Sowremennik“ (Der Zeitgenosse) 1845 mit der Veröffentlichung der ersten Teile seines berühmten Romans „Tschorna rada“ begann, lud ihn der Rektor der Universität Sankt Petersburg Pjotr Pletnjow (Пётр Александрович Плетнёв), er war Redakteur beim Magazin „Sowremennik“, nach Petersburg ein und bot ihm den Posten als leitende Lehrkraft an einem Gymnasium und den eines Dozenten der russischen Sprache für ausländische Studierende an der Petersburger Universität an.

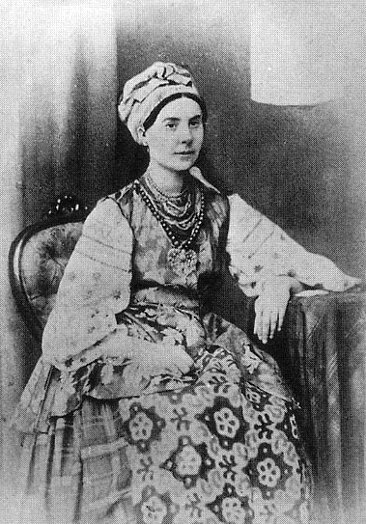
Kulischs Ehefrau Hanna Barwinok 1847

### Erste Schwierigkeiten
Zwei Jahre später schickte ihn die St. Petersburger Akademie der Wissenschaften auf eine Bildungsreise nach Westeuropa, um die slawischen Sprachen, Geschichte, Kunst und Kultur zu studieren. Er reiste zusammen mit seiner 18-jährigen Ehefrau Hanna Barwinok, die er am 22. Januar 1847 geheiratet hatte. Sie war die Schwester von Wassyl Biloserskyj, bei der Hochzeit war Taras Schewtschenko einer der Trauzeugen. Doch bereits in Warschau wurde Kulisch als Mitglied der „Kyrill-und-Method-Bruderschaft“ verhaftet und nach Sankt Petersburg zurückgeschickt, wo er über einen Zeitraum von drei Monaten verhört wurde. Seine Teilnahme an einer Anti-Regierungsorganisation konnte nicht bewiesen werden, nichtsdestotrotz lautete das Urteil: „Zwar war die Zugehörigkeit zu dem genannten Unternehmen nicht festzustellen, doch freundschaftliche Beziehungen zu allen seinen Mitgliedern waren vorhanden und seine veröffentlichten Werke auf dieser Basis zweideutig angesehen werden können und Gedanken über das Recht auf eine getrennte Existenz unabhängig von der Regierung - wird mit viermonatiger Freiheitsstrafe in Alexei-Ravelin-Gefängnis und anschließend zu einem Dienst in Wologda verurteilt“.
Nachdem er „aufrichtige Reue“ gezeigt hatte, sich hochrangige Freunde seiner Ehefrau für ihn einsetzten und nach persönlicher Fürsprache seiner Frau, wurde das Urteil etwas abgemildert. Er wurde für zwei Monate in die strafrechtliche Abteilung des Lazaretts gebracht und von dort ging er ins Exil nach Tula. Trotz der Notlage und unkomfortabler Verhältnisse schrieb Kulisch in Tula in einem Zeitabschnitt von drei Jahren und drei Monaten „Istoriju Borissa Godunowa i Dmitrija Samoswanza / Die Geschichte von Boris Godunow und Dimitri dem Hochstapler“, den historischen Roman «Sewerjaki», der später unter dem Namen „Alexei Odnorog / Alexej Einhorn“ veröffentlicht wurde, einen autobiographischen Roman in Versen „Jewgeni Onegin naschego wremeni / Eugen Onegin unserer Zeit“ sowie den Roman „Petr Iwanowitsch Beresin i ego semeistwo, ili Ljudi, reschiwschijesja wo tschto by to ni stalo byt stschastliwymi / Pjotr Iwanowitsch Beresin und seine Familie Oder Menschen, die beschlossen, um jeden Preis glücklich zu sein“. Gleichzeitig studierte er europäische Sprachen, las die Romane von Sir Walter Scott, Charles Dickens, die Poesie von G. Byron und F. R. Chateaubriand und befasste sich mit den Ideen von Rousseau. Nach viel Aufwand und Ärger bekam Kulisch einen Posten im Büro des Gouverneurs und einige Zeit später begann er mit der Arbeit in einer inoffiziellen Abteilung der Zeitschrift „Tul'skie gubernskie vedomosti / Tulaer Provinznachrichten“.

### Aufstieg

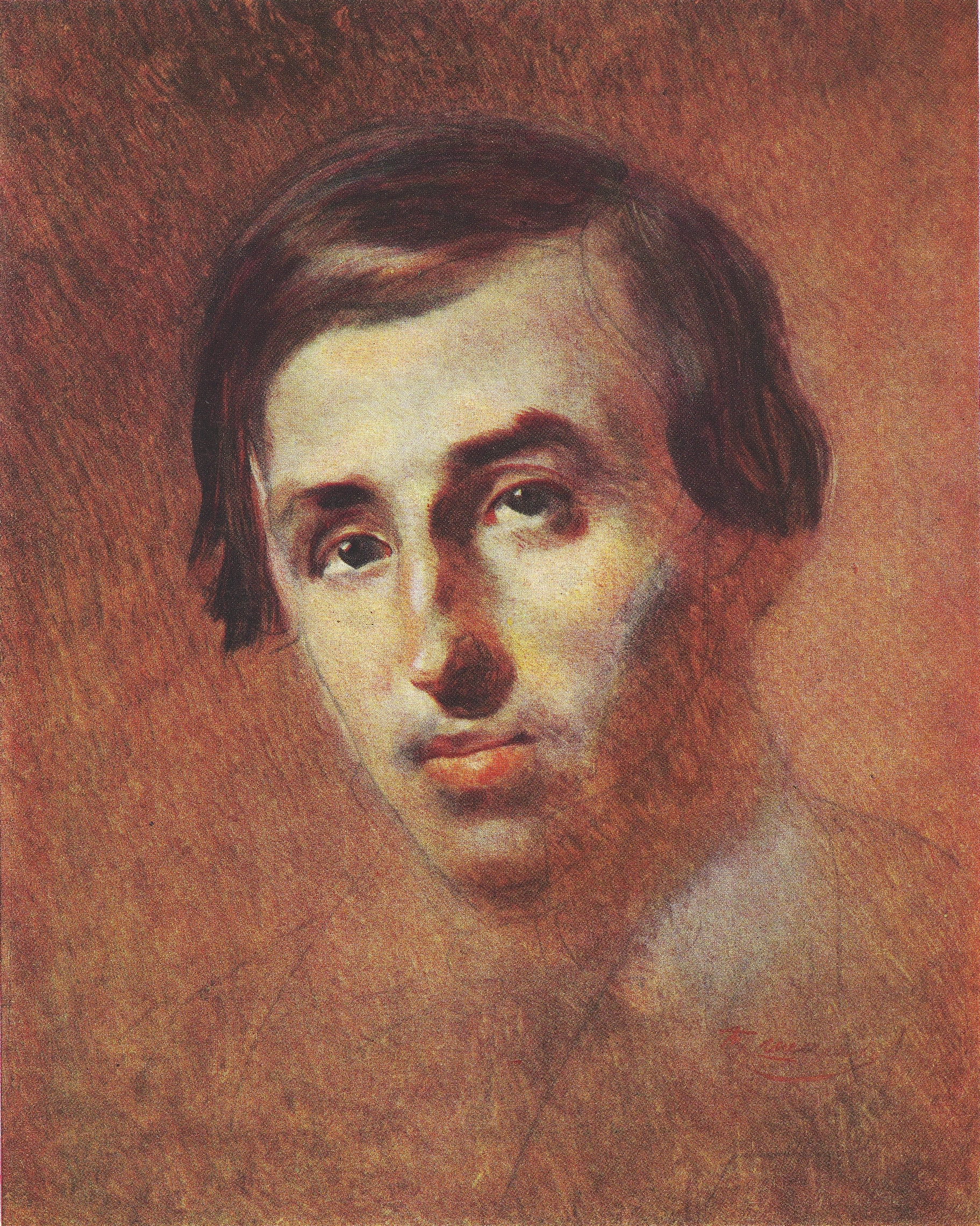
Porträt Pantelejmon Kulisch von Taras Schewtschenko zwischen 1843 und 1847

Am Vorabend des 25. Jahrestag der Regierungszeit von Nikolaus I., wahrscheinlich aufgrund der Anträge seiner Ehefrau, von Pjotr Pletnjow und des Senators Arkadi Kotschubei (Аркадий Васильевич Кочубей) kehrte Kulisch nach Sankt Petersburg zurück, wo er weiter schriftstellerisch tätig war. Da er nicht das Recht besaß, seine Werke zu veröffentlichen, fanden die Werke Kulischs unter dem Pseudonym „Nikolaj M.“ Veröffentlichung in Nekrasows „Sowremennik“ und in „Sapiski o schisni Nikolaja Wassiljewitscha Gogolja / Notizen über das Leben Nikolai Wassiljewitsch Gogols“.
Im Gouvernement Poltawa, wo sich Kulisch eine Bauernhof kaufen wollte, veranlasste ihn die dort gemachte Bekanntschaft mit Nikolai Gogol, dem Autor von „Taras Bulba“ und „Die toten Seelen“, dazu, mit den Vorbereitungen zu den sechsbändigen, gesammelten Werken und Briefen von Gogol zu beginnen. Zur gleichen Zeit hatte Kulisch eine zweibändige Ausgabe historisch-ethnographischen Inhalts „Sapyssy pro piwdennu russ“ (Aufzeichnungen über die Südliche Rus) erstellt und 1856/1857 in Sankt Petersburg veröffentlicht. Die Sammlung wurde in der „Kulischiwka“ verfasst, einem von Kulisch selbst entwickelten ukrainischen phonetischen Alphabet, das sich später als praktisch für die Veröffentlichung von „Kobsar“ im Jahr 1860 und für Zeitschrift „Osnova“ zeigte.
Kreativ erfolgreich war für Pantelejmon Kulisch das Jahr 1857. In diesem Jahr erschienen der Roman „Čorna rada“ (rus. „Čornaja rada“ oder „Čornyj sovet“), außerdem noch seine ukrainische Fibel und die Bücher „Gramatka“ und „Narodni opovidannja“ von Marko Wowtschok, von Kulisch redaktiert und publiziert, es öffnete sich eine eigene Typografie. Zusammen mit seiner Frau kam er nach Moskau, blieb zuerst bei seinem Freund S. T. Aksakow zu Gast, brachte dann die Frau zum Bauernhof Motroniwka in der heutigen Oblast Tschernihiw, um mit ihr von dort im Jahr 1858 in eine Reise nach Europa zu gehen. Die Reise führte bei Kulisch zu einer Enttäuschung über die europäischen Zivilisation – dagegen wurde das patriarchalische Dorfleben für ihn zum Ideal. In Sankt Petersburg begann Kulisch einen Almanach „Chata“ zu veröffentlichen, da er keine Genehmigung für die Publikation eines Magazins bekam.
In dieser Zeit versuchte der Bruder seiner Frau die erste Ausgabe des ukrainischen Magazins „Osnova“ zu veröffentlichen. Zusammen mit seiner Ehefrau, die angefangen hatte, Erzählungen unter dem Pseudonym G. Barwinok zu publizieren, ließ sich Kulisch zu diesem Literatur- und Politikwerk hinreißen. Kulisch begann mit der Erstellung der „Istorični opovidannja“ an – wissenschaftlich-populäre Essays über die Geschichte der Ukraine – „Chmel´niščina“ und „Vygovščina“. Diese Essays wurden im Jahr 1861 in der „Osnova“ veröffentlicht. Auf den Seiten des Magazins sind auch seine ersten lyrische Gedichte und Poeme erschienen, die schon nach der zweiten Europareise mit N. Kostomarow geschrieben wurden.
Gleichzeitig verfasste Kulisch seinen ersten Gedichtband „Dosvitki. Dumy i poemy“, der 1862 in Sankt Petersburg publiziert wurde – und zwar, kurz bevor mit dem berühmt-berüchtigten „Waluewskij cirkuljar“ – einer Anordnung des russischen Innenministers Pjotr Alexandrowitsch Walujew, die Publikation von Werken in ukrainischer Sprache verboten wurde. Trotz dieser Anordnung reichte Kulischs Bekanntheit schon bis nach Österreichisch-Galizien, wo die Magazine „Večernyci“ und „Meta“ aus Lemberg bereits seine Prosa, Gedichte und Artikel publizierten. „Kulisch war die „Haupttriebfeder“ der ukrainophilen Bewegung in Galizien in den 1860er und bis zur Hälfte der 1870er Jahre“ – schrieb Iwan Franko, der seine Mitarbeit im Volksmagazin „Pravda“ besonders bemerkt hat.

### Auslandstätigkeit
In Warschau übernahm Kulisch den Posten eines Direktors für geistige Angelegenheiten. Diese vier Jahre in materiellem Wohlstand nützten dem Schriftsteller sehr. Neben seinen Erfahrungen über Behörden, das Archivwesen, erlaubte sie ihm die Freundschaft mit der polnischen Intelligenz und den Galizien-Ukrainern, vor allem in Lemberg, wohin er oft reiste.
Als emotionaler und aktiver Mensch, der an seinen „gereiften“ Ideen festhielt, sammelte Kulisch zielstrebig Material für seine These über die negative Wirkung der Kosaken- und Bauernaufstände auf die Entwicklung der ukrainischen Staatlichkeit und Kultur. Während seiner Zeit in Warschau von 1864 bis 1868, in Wien seit 1871 und in Sankt Petersburg seit 1873 als Redakteur des „Žurnal Ministerstva putej soobščenija“ („Journals des Amtes für Verkehrswege“) erstellte er eine dreibändige „Geschichte der Wiedervereinigung der Rus“, in der er die Idee des geschichtlichen Schadens der volksbefreienden Bewegungen des 17. Jahrhunderts beweisen wollte und die kulturtragende Mission der polnischen „Szlachta“, der ukrainischen Adligen und des russischen Imperiums in der Geschichte der Ukraine lobte.

### Letzte Jahre
Die Publikation dieser Arbeit hat fast alle alte „ukrainophile“ Freunde von P. Kulisch „weggeschoben“. Selbst er war später wegen seiner Moskau-Position enttäuscht. Die Ursache dafür war der Emser Erlass von 1876, laut dem es verboten war, Texte in kleinrussischem Dialekt zu publizieren, mit Ausnahme von Kunstwerken und geschichtlichen Dokumenten. Es wurden außerdem die Aufführung von Theaterstücken, Lesungen und Unterrichten aller Art in dieser ukrainischen Sprache verboten. Kulisch wurde am Bauernhof Motroniwka sesshaft, führte selbst seinen Haushalt und stellte aus seinen russischsprachigen Artikel und ukrainischen Kunstwerken den Band „Chutorskaja filosofija i udalennaja ot sveta poezija“ („Bauernhof-Philosophie und die vom Licht entfernte Poesie“) zusammen, der nach der Publikation im Jahr 1879 wegen der Zensur verboten und aus dem Verkauf genommen wurde.
Am Ende seines Lebens zeigte Kulisch Interesse an der muslimischen Kultur und deren Ethik. Als Beispiele dienen das Gedicht „Magomet i Chadiza“ von 1883 oder das dramatische Gedicht „Bajda, knjaz Vyšnevezkyj“ von 1884.
Kulisch übersetzte viel, besonders Shakespeare, Goethe, Byron, er bereitete seinen dritten Gedichtband „Dzvin“ zur Publikation in Genf vor, beendete sein historiografisches Werk in drei Bänden „Otpadenie Malorossii ot Pol´ši“ („Trennung  Kleinrusslands von Polen“), stand mit vielen Korrespondenten im Briefwechsel, hielt Vorträge zum Thema der Konflikte zwischen den slawischen Völkern – besonders im Zusammenhang mit chauvinistischen Handlungen des polnischen „Szlachta“ in Ostgalizien gegenüber der ukrainischen Bevölkerung.
Kulisch starb am 14. Februar 1897 in seinem Bauernhof Motroniwka.

## Ehrungen
In der Ukraine sind zahlreiche Straßen sowie in Kiew ein Platz nach Kulisch benannt. Im Juli 2019 gab die ukrainische Nationalbank anlässlich Kulischs 200. Geburtstag eine Zwei-Hrywnja-Gedenkmünze mit seinem Konterfei heraus.
Am 7. August 2019 wurde Kulisch zu seinem 200. Geburtstag mit einem Google Doodle geehrt.

## Schaffen

### RomanČernaja rada
Der historische Roman Černaja rada, chronika 1663 goda wurde zuerst in Magazin Russkaja beseda im Jahr 1857 veröffentlicht. Im selben Jahr kam eine zweite Publikation in einer separaten Ausgabe. Der Roman ist dem Kampf für den Hetman Titel nach dem Tod von B.Chmelnizkij gewidmet. Im Epilog schrieb Kulisch, dass er folgendes wollte:

„...jedem schwankenden Geist nicht durch eine Dissertation, aber durch eine künstlerische Wiedergabe der vergessenen und in unseren Vorstellungen verzerrten Vergangenheit zu beweisen, dass die Zusammenführung der Nord- und Südrussischen Stämme moralisch notwendig ist“

Laut Iwan Franko ist Černaja rada „die beste historische Erzählung in unserer Literatur“.

### Andere Werke
- Humorvolle Erzählungen:
  - „Cygan“, „Pan Murlo“, „Malorosijs´ki anekdoty“
- Erzählungen zum Thema der unglücklichen Liebe:
  - „Gordovita para“, „Divoče serce“
- Historische Erzählungen:
  - „Martin Gak“, „Brati“, „Sičovi gosti“
- Roman Michajlo Čarnyšenko, abo Malorosija 80 lit nazad
- Romantisch-idyllische Erzählung Orisja
- Zu Lebzeiten von Kulisch wurden drei Gedichtssammlungen auf der ukrainischen Sprache verfasst: Dosvitky 1862, Chutirna poezija 1882, Dzvin 1892. Außerdem kam im Jahr 1897 ein Band Pozyčena kobza mit Übersetzungen von Johann Wolfgang von Goethe, Heinrich Heine, Friedrich Schiller und George Gordon Byron.

- In der Sammlung Pered rassvetom (Vor dem Sonnenaufgang) setzte Kulisch die Stilistik des frühen romantischen Schaffens von T. Ševčenko fort, mit guten Aussichten auf die Rolle seines Nachfolgers. Spätere Sammlungen spiegeln die Veränderungen in der Weltanschauung des Autors wider, der die Technik der westeuropäischen präromantischen und romantischen Poesie in die ukrainische Literatur gebracht hat.

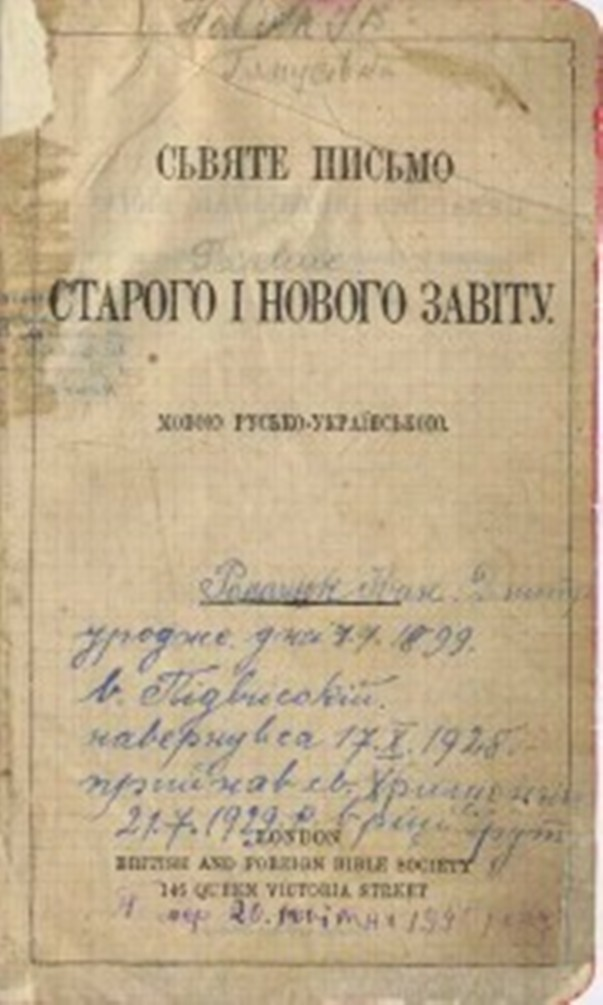
Bibelübersetzung von Panteleimon

- Die Pantelejmon Kulisch Übersetzung der Bibel ins Ukrainische wurde 1903 in Wien von der British and Foreign Bible Society veröffentlicht.

## Historische Werke
- Zapiski o južnoj Rusi. (Notizen über die südliche Rus´), Sankt Petersburg 1856. Band 1-2
- Istorija vozsoedinenija Rusi (Geschichte der Wiedervereinigung der Rus´), Sankt Petersburg 1874.
- Materialy dlja istorii vossoedinenija Rusi (Material für die Geschichte der Wiedervereinigung der Rus´), Moskau 1877.
- Otpadenie Malorossiy ot Pol´ši (Trennung Kleinrusslands von Polen), Moskau 1888.
- Vladimirija ili iskra ljubvi (Vladimirija oder der Liebesfunken), Artek 1998.